# ボッコーニ大学

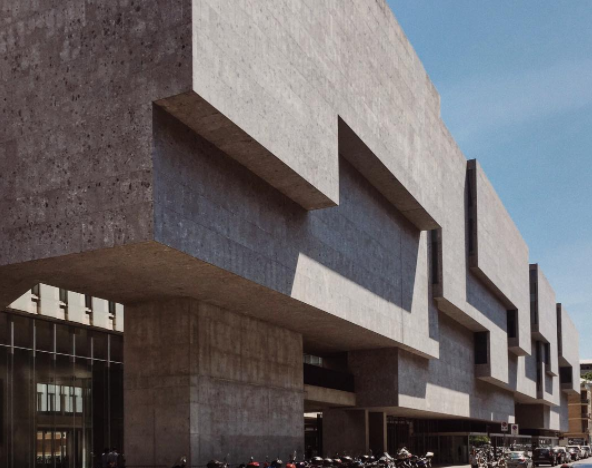
ボッコーニ大学の校舎

ボッコーニ大学（伊: Università Bocconi、英: Bocconi University）ことルイージ・ボッコーニ商科大学（ルイージ・ボッコーニ商業大学、伊: Università commerciale Luigi Bocconi）は、ミラノの中心部ブリニ大通り（伊: Viale Bligny）にあるイタリアの私立大学。

## 概要

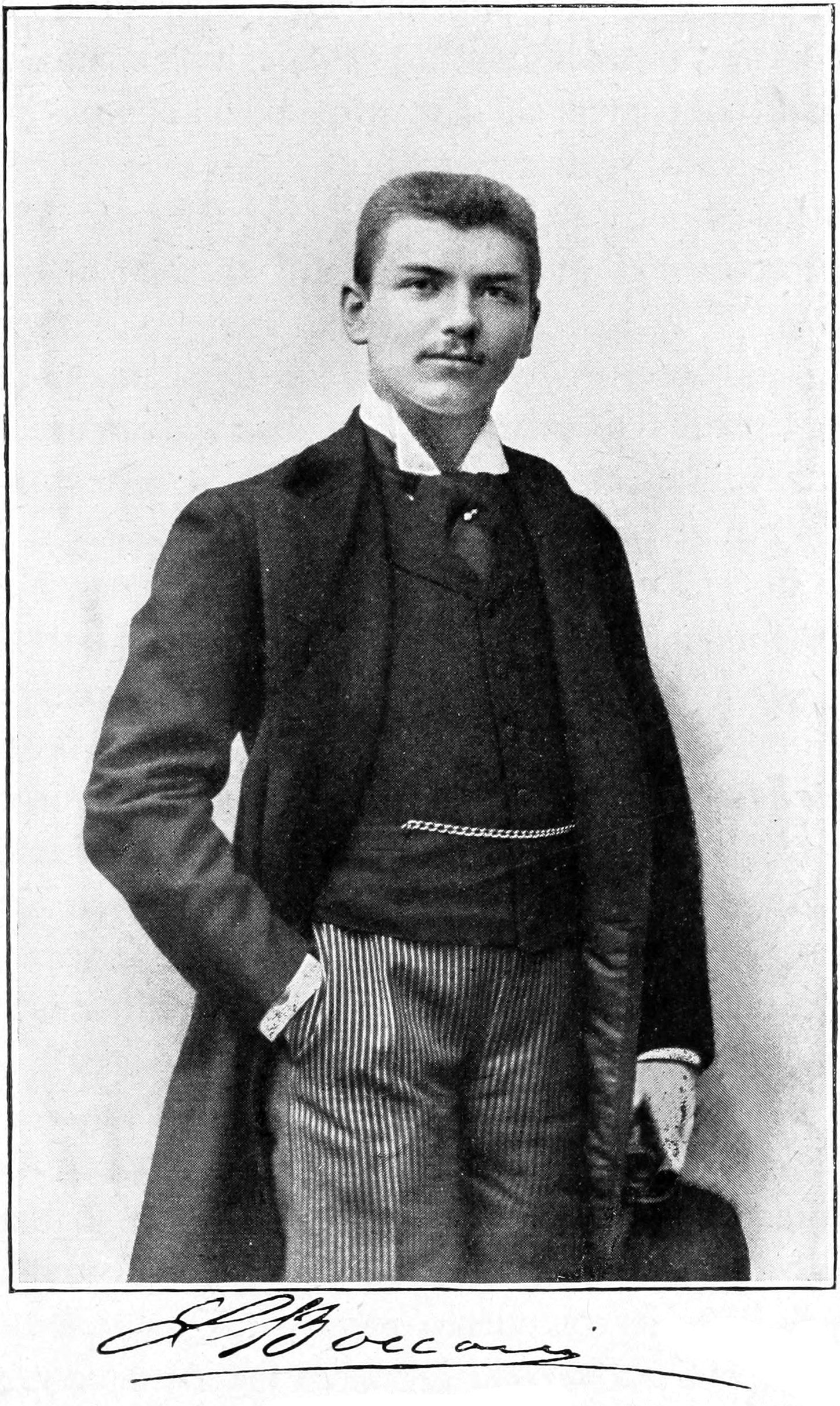
ルイージ・ボッコーニ

イタリアの流通王フェルディナンド・ボッコーニによって1902年に設立されたイタリア最古の商業・経済分野の大学である。校名はアドワの戦いで戦死したフェルディナンドの長男ルイージ・ボッコーニに由来する。

## 組織

### 学科
以下の学科（Dipartimenti）を置く。
- 会計（Accounting）
- 経済（Economia）
- 金融（Finanza）
- 経営・技術（Management e tecnologia）
- マーケティング（Marketing）
- 決定科学（Scienze delle decisioni）
- 政治・社会科学（Scienze sociali e politiche）
- 法学（Studi giuridici）

### SDAボッコーニ経営大学院
経営教育プログラム、経営管理修士（MBA）、経営管理博士（DBA）、専門修士号を提供する大学院としてSDAボッコーニ経営大学院（SDA Bocconi School of Management）を置く。インドムンバイにもオフィスを構えている。